# 松本裕子 (アナウンサー)
松本 裕子（まつもと ゆうこ, 1972年（昭和47年）11月2日 - ）は、フリーアナウンサー。元北海道文化放送報道制作局所属のニュースキャスター。現株式会社WELLyou代表取締役（2024年7月1日 - ）。

## 略歴・人物
- 北海道函館市出身。
- 北海道函館東高等学校、北星学園女子短期大学英文学科英米文学コース（現・北星学園大学短期大学部英文学科）卒業後、東京の翻訳学校に1年間通う。短大時代に留学していたイギリスのランカスター大学[2]に1年間留学。
- 東京の外資系の会社で秘書業務、キャセイ・パシフィック航空のキャビンアテンダント、フリーアナウンサーとして活動。
- 1998年 - 福井テレビジョン放送入社、アナウンサーとして1999年から5年間FNN福井テレビスーパーニュースを担当した。
- その後、地元・北海道に戻り2004年10月から北海道文化放送のキャスターを担当している。
- 英語検定準1級。2003年FNSアナウンス大賞ナレーション部門ブロック賞受賞。

## 担当番組
- Doサンデー～北の開拓者たち～（毎週日曜日6:25～6:55 OA）

過去
- u型ライブ
- FNN福井テレビスーパーニュース
- uhbスーパーニュース